# ALTIUS-600
ALTIUS-600 — БПЛА виробництва американської компанії Area-I. Має модульну конструкцію, що дозволяє встановлювати різне обладнання, як-от прилади для розвідки, засоби РЕБ або бойова частина для перетворення його на дрон-камікадзе.

## Опис
Заявлені характеристики:
- Вага: 12,25 кг (із корисним навантаженням)
- Корисне навантаження: 3 кг
- Розмах крил: 2,54 м
- Час перебування в повітрі: 4 год
- Операційна дальність: 440 км

Відомо про запуски цих безпілотників з автомобільної платформи та з реактивного БПЛА Kratos XQ-58 Valkyrie.

## Оператори
- Україна: 23 лютого 2023 року Пентагон оголосив про передачу цих дронів Україні в складі пакета допомоги[1].

## Галерея

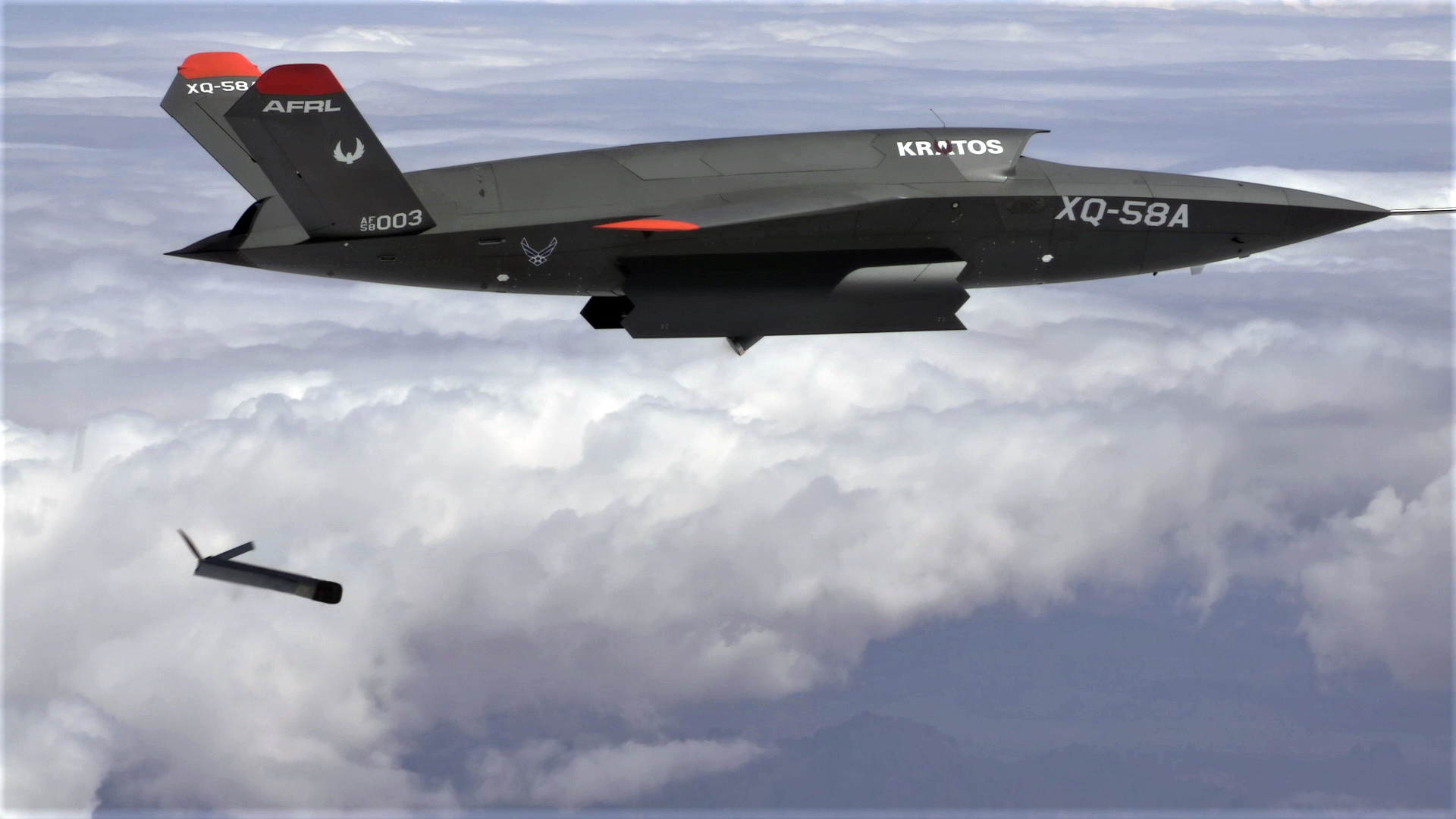
XQ-58A Valkyrie скидує Altius-600

## Зовнішні посилання
- ALTIUS-600